# シロヘラコウモリ
シロヘラコウモリ（学名：Ectophylla alba）は、コウモリ目（翼手目）・ヘラコウモリ科に分類されるコウモリの一種。

## 分布
中央アメリカ（コスタリカ、ホンジュラス、ニカラグア、パナマ）。

## 生態

### 特徴
体の大きさが3.7 - 4.7cｍ程度の小さなコウモリで、体毛は白く、耳と鼻が黄色い。
低地の熱帯雨林に生息する。昼間はヘリコニアという植物の大きな葉をテントのように屋根にして、その中で群れで集まって過ごしている。

## 食性
小型のコウモリとしては珍しく、オオコウモリと同じような果実を中心とする雑食性で昆虫や果実の他、種子、カエル、ヤモリなども食べる。

## 保全状況評価
個体数は減少傾向にある。